# Шюкрю Сараджоглу (стадион)
 Тази статия е за стадиона на „Фенербахче“.  За министър-председателя на Турция вижте Шюкрю Сараджоглу.  
„Шюкрю Сараджоглу“ (на турски: Şükrü Saracoğlu Stadyumu) е футболен стадион в Кадъкьой, Истанбул, собственост на СК „Фенербахче“.
Наречен е на 6-ия по ред министър-председател на Турция Шюкрю Сараджоглу.
Стадионът има капацитет от 50 509 места. Той е сред най-добрите футболни стадиони в Турция и Европа, отличен е с 5 звезди от УЕФА (най-високото отличие за стадион).
На него се играе финалът на Купата на УЕФА през май 2009 година, когато „Шахтьор Донецк“ побеждава „Вердер Бремен“ с 2:1 след продължения. След мача започва изграждане на подвижен покрив над игрището и добаване на още седящи места.